# Los ángeles (Rosalía)
Los ángeles è il primo album in studio della cantante spagnola Rosalía, pubblicato il 10 febbraio 2017 dall'etichetta discografica Universal Music Spain.

## Tracce
Testi e musiche di pubblico dominio, eccetto dove indicato diversamente.
1. Si tú supieras compañero – 6:05 (Pubblico dominio, Rosalia Vila Tobella, Raül Fernandez Miró, Manuel López-Quiroga y Miquel, Rafael de León y Arias de Saavedra, Nicolás M. Callejón López Alcalá)
2. De plata – 4:29
3. Nos quedamos solitos – 5:15
4. Catalina – 3:34
5. Día 14 de abril – 6:06 (Pubblico dominio, Antonio Machado)
6. Que se muere, que se muere – 1:29 (Rafael Farina)
7. Por mi puerta no lo pasen – 4:40
8. Te venero – 4:06 (Pubblico dominio, Joaquin Alfonso, José Tejada, Jose Arroyo)
9. Por castigarme tan fuerte – 2:08
10. La hija de Juan Simón – 4:09
11. El redentor – 3:01
12. I See a Darkness – 4:09 (Will Oldham)